# Caulleriella zetlandica
Caulleriella zetlandica är en ringmaskart som först beskrevs av McIntosh 1911.  Caulleriella zetlandica ingår i släktet Caulleriella och familjen Cirratulidae. Arten är reproducerande i Sverige. Inga underarter finns listade i Catalogue of Life.